# Ramshammar
Ramshammar är en ort öster om Eskilstuna i Eskilstuna kommun. Från 2015 till 2023 avgränsade SCB här en småort.